# Guillaume Philandrier

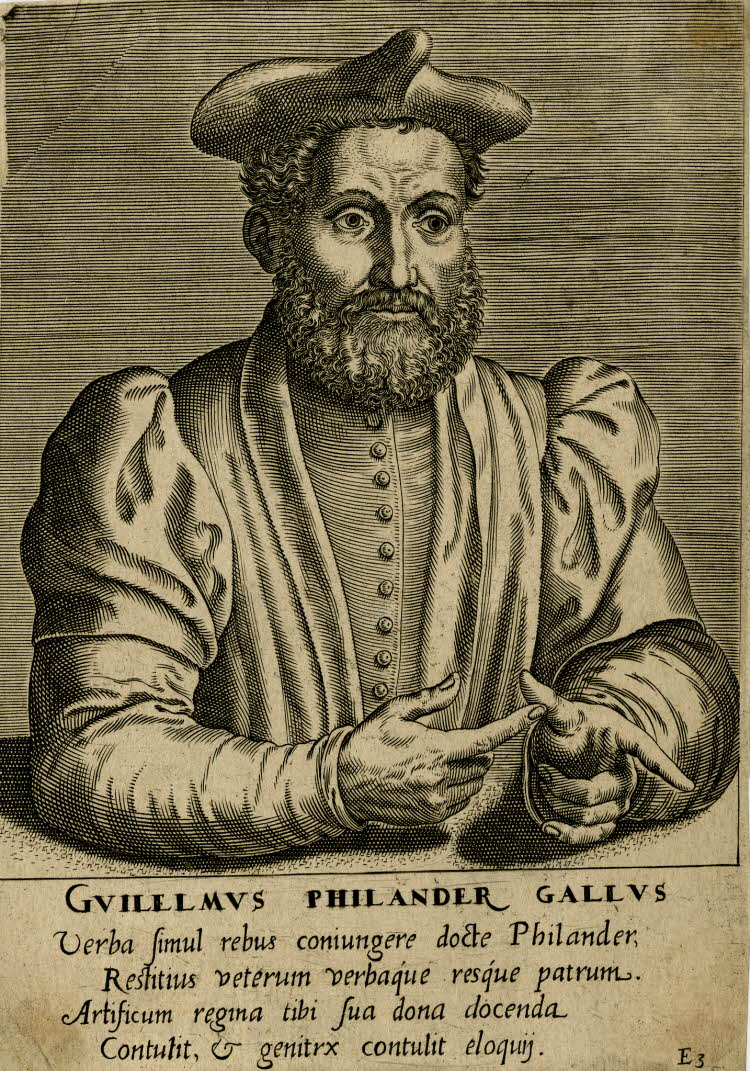
Retrato de Guilelmus Philander (Guillaume Philandrier) grabado publicado en Virorum Doctorum de Disciplinis benemerentium Effigies XLIIII de Philip Galle, impresor, y Benito Arias Montano, autor de los versos latinos. British Museum.

Guillaume Philandrier, latinizado Philander (Châtillon-sur-Seine, 1505-Toulouse, 1563), filólogo y humanista francés, comentador de Vitrubio, fue secretario del obispo Georges d'Armagnac y canónigo de Rodez.
Como secretario de Georges d'Armagnac, obispo de Rodez, embajador del rey de Francia en la República de Venecia de 1536 a 1539 y luego en Roma, viajó a Italia en el séquito de su señor. En Venecia conoció a Sebastiano Serlio y recibió sus enseñanzas, una influencia que se advierte en el frontón de la fachada occidental de la catedral de Rodez, cuya inspiración se le atribuye. La aportación de Philander, de más valor teórico que práctico y fuera de contexto, habría consistido aquí en rematar una sencilla fachada gótica con un frente de iglesia romano según Serlio en función de gablete.
Escribió unos comentarios a De institutione oratoria de Quintiliano (Castigationes atque annotationes pauculae in XII libros institutionum M. Fab. Quintiliani, Lyon, 1535), pero debe su fama principalmente a los comentarios a Vitrubio publicados en Roma en 1544 con el título In decem libros M. Vitruvii Pollionis de architectura annotationes. Su edición e interpretación del texto vitrubiano, ilustrado y depurado de errores, varias veces reeditada, iba a tener amplia repercusión entre los arquitectos renacentistas y aún mucho después se contaría entre las ediciones de Vitrubio preferidas por los artistas, en especial por su exposición de la teoría de los órdenes.
De regreso a Rodez se ordenó sacerdote y ocupó plaza de canónigo de su catedral de 1554 a 1561, pasando luego a archidiácono de Saint-Antonin.